# ملعب هيليودورو رودريغيز لوبيز
ملعب هيليودورو رودريغيز لوبيز (بالإسبانية: Estadio Heliodoro Rodriguez Lopez)‏ هو ملعب لكرة القدم في سانتا كروز دي تينيريفه، تنريفي، جزر الكناري، إسبانيا. إنه موطن نادي تينيريفي. بسعة 22،824 مقعدًا، فهو يحتل المرتبة 27 في أكبر ملعب في إسبانيا وثاني أكبر ملعب في جزر الكناري. تبلغ أبعاده 107 × 70 مترًا، مما يجعله الملعب الذي يضم أكبر مساحة في جزر الكناري.